# I lågor
I lågor (originaltitel: On fire) är en bok från 2020. Naomi Klein vill visa vad som står på spel om vi väljer att bortse från den brinnande miljöfrågan. I en blandning av nyskrivna texter och tidigare artiklar analyserar hon konflikten mellan ekologiskt tänkande och vår livsstil. Hon betonar hur vi fortfarande har en möjlighet att anta den utmaning som klimatkrisen utgör. Bara vi är villiga att förändra de system som konstant bidrar till den.

## Innehåll

### Ekonomiska förluster
Lagar som begränsar användning av fossil energi kan leda till ekonomiska förluster. Klimatfrågan kan leda till slutet för den kapitalistiska ordningen. Sternrapporten från 2006 visade att ju tidigare man ställer om till förnybar energi desto mindre kostsamt blir den nödvändiga omställningen.

### Sociala katastrofer
Den nyliberala ekonomin har ökat klyftan mellan rika och fattiga. När naturkatastrofer inträffar drabbas den fattiga befolkningen värst, vilket blev mycket tydligt 2017 när orkanen Maria slog till mot Puerto Rico.

### Ekologiska katastrofer
2010 exploderade BP:s oljeplattform Deepwater Horizon i Mexikanska bukten och orsakade den största miljökatastrofen i USA:s historia. Åren efter katastrofen överlevde endast fem procent av fiskyngel från delfiner och tonfisk. Det kostade fiskerinäringen 247 miljoner dollar per år.

### Green New Deal
Green New Deal är ett förslaget som tags fram av demokratiska politiker under 2018. Det påminner om New Deal under den stora torkan på 1930-talet.
Det är ett program för att eliminera föroreningar och utsläpp av växthusgaser, förse alla människor med hälsovård, utbildning och bostäder, införa ett rättvist ekonomiskt system.

## Kritik

### Positiv
I sin nya bok, I lågor fortsätter Naomi Klein sitt välresearchade korståg mot de krafter som föröder jorden, biosfären, den sociala väven. Och som tidigare grundar hon mycket av sin samhällskritik i ett intresse för världens alla ursprungsfolks band till den biosfär där också vi ingår. Kampen mot utvinningen av skifferolja i Kanada sammanfaller för henne med kampen för ursprungsbefolkningarnas heliga marker. 
Naomi Kleins artiklar om tio års engagemang för klimatet mäter upp det senaste decenniet på ett oroväckande vis. Lysande och engagerande.

### Negativ
Naomi Kleins klimatångest lär inte leda till revolution. Klimatkampen ska störta kapitalismen, kolonialismen och patriarkatet, samt rädda planeten.
Naomi Kleins politiska budskap är en grön vänster som kan göra upp med 30 år av privatiseringar, marknadsfundamentalism och frihandelsavtal och förklarar att detta måste ske genom en deltagande planering av industrier, markanvändning, länder, städer och lokalsamhällen, jordbruket och skogsbruket. Men det är svårt att se hur detta ska kunna fullbordas utan ett helt annat, demokratiskt och socialistiskt samhällssystem.